# Damagaram Takaya
Damagaram Takaya – miasto w Nigrze, w regionie Zinder.